# Palystes
Palystes là một chi nhện trong họ Sparassidae.

## Hình ảnh

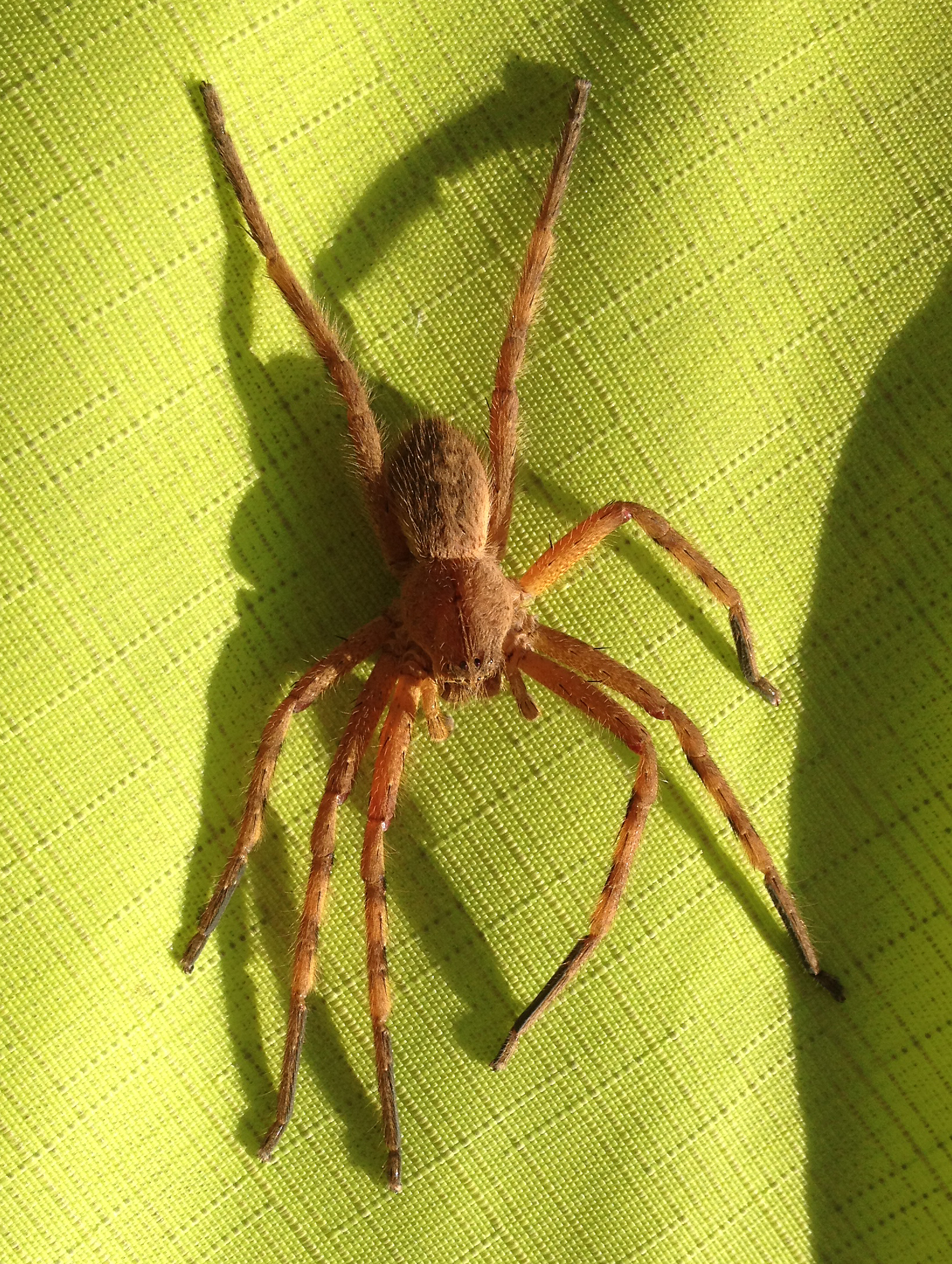
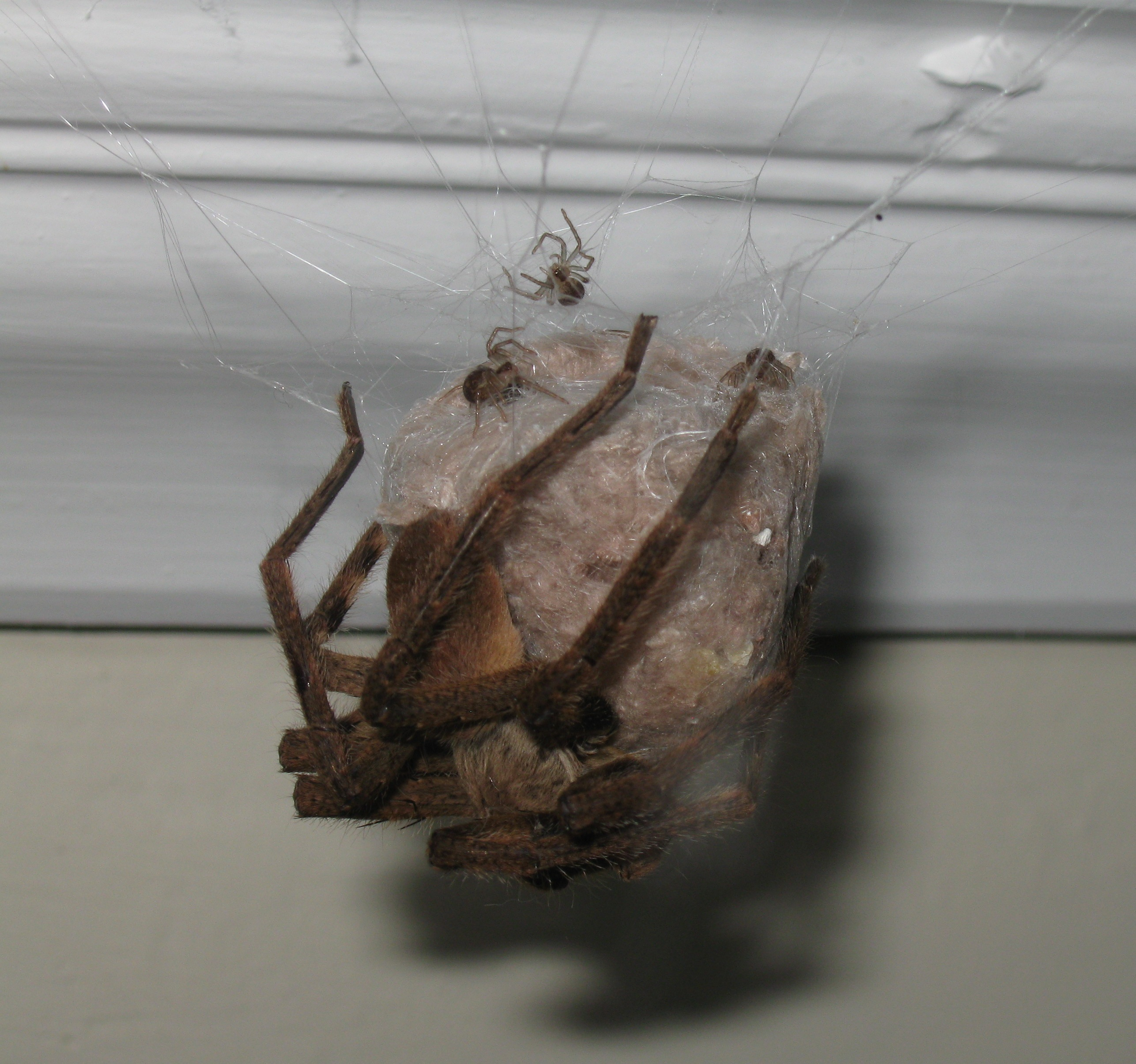
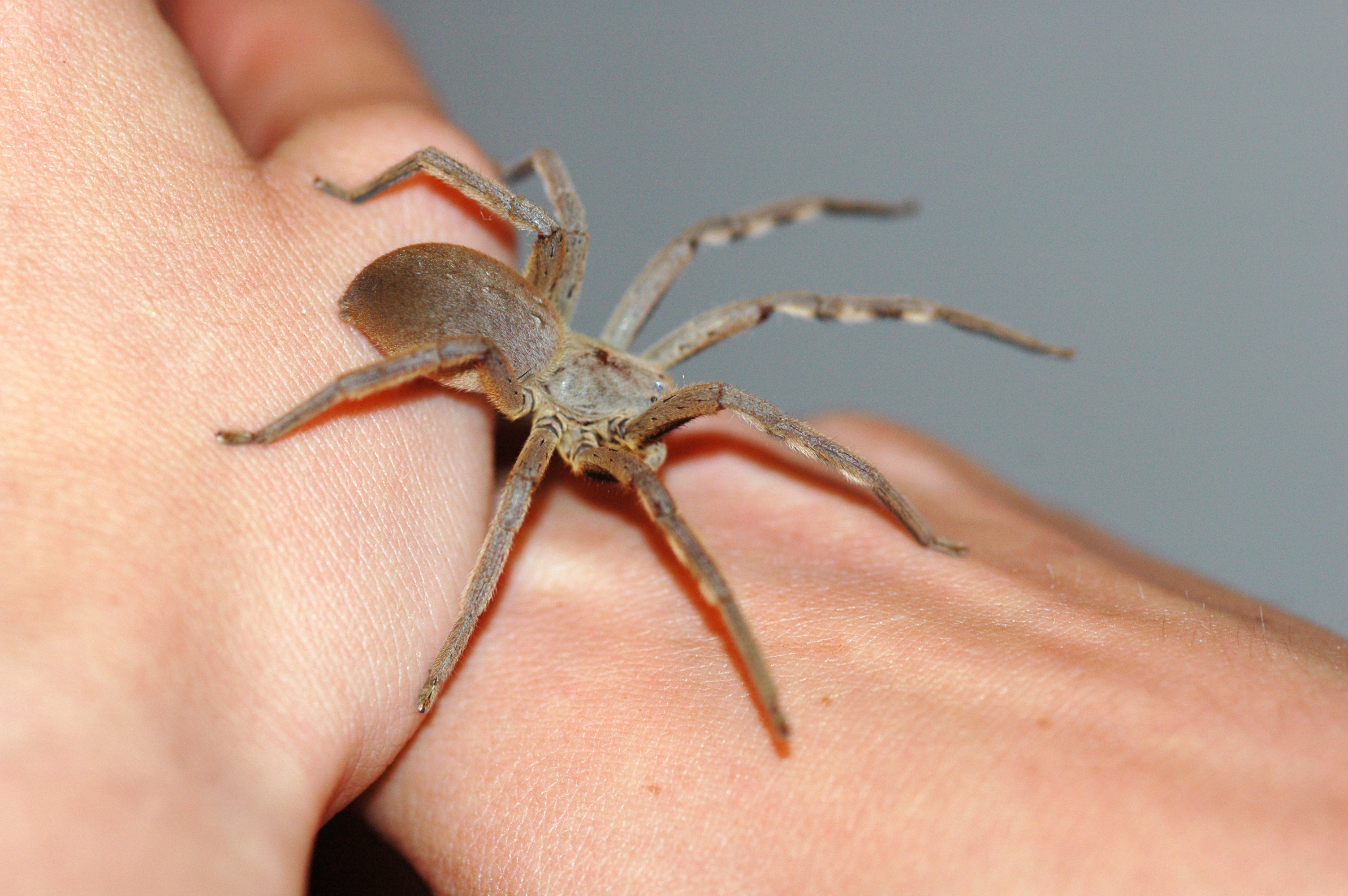
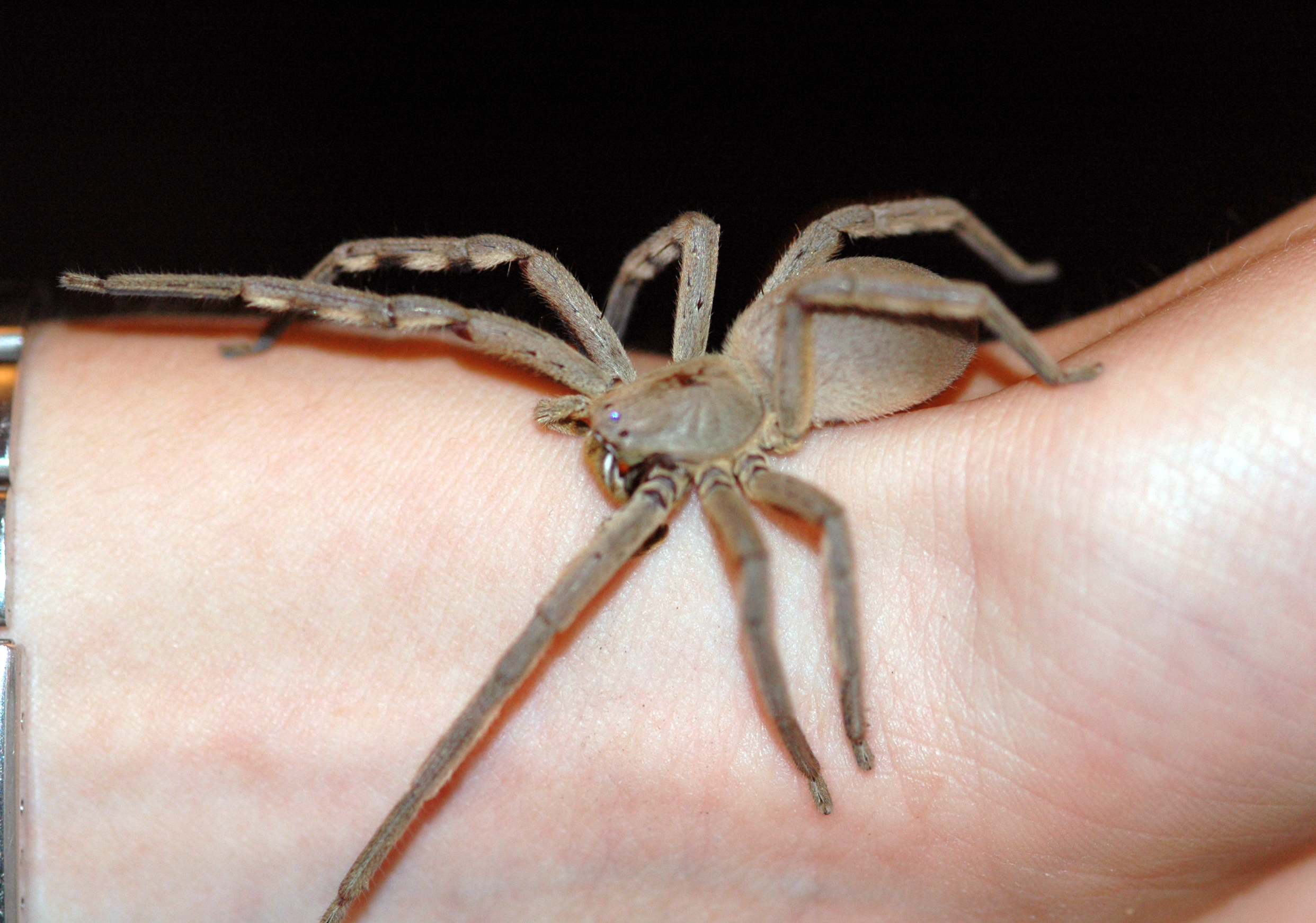